# Ulica Mikołaja Reja we Wrocławiu

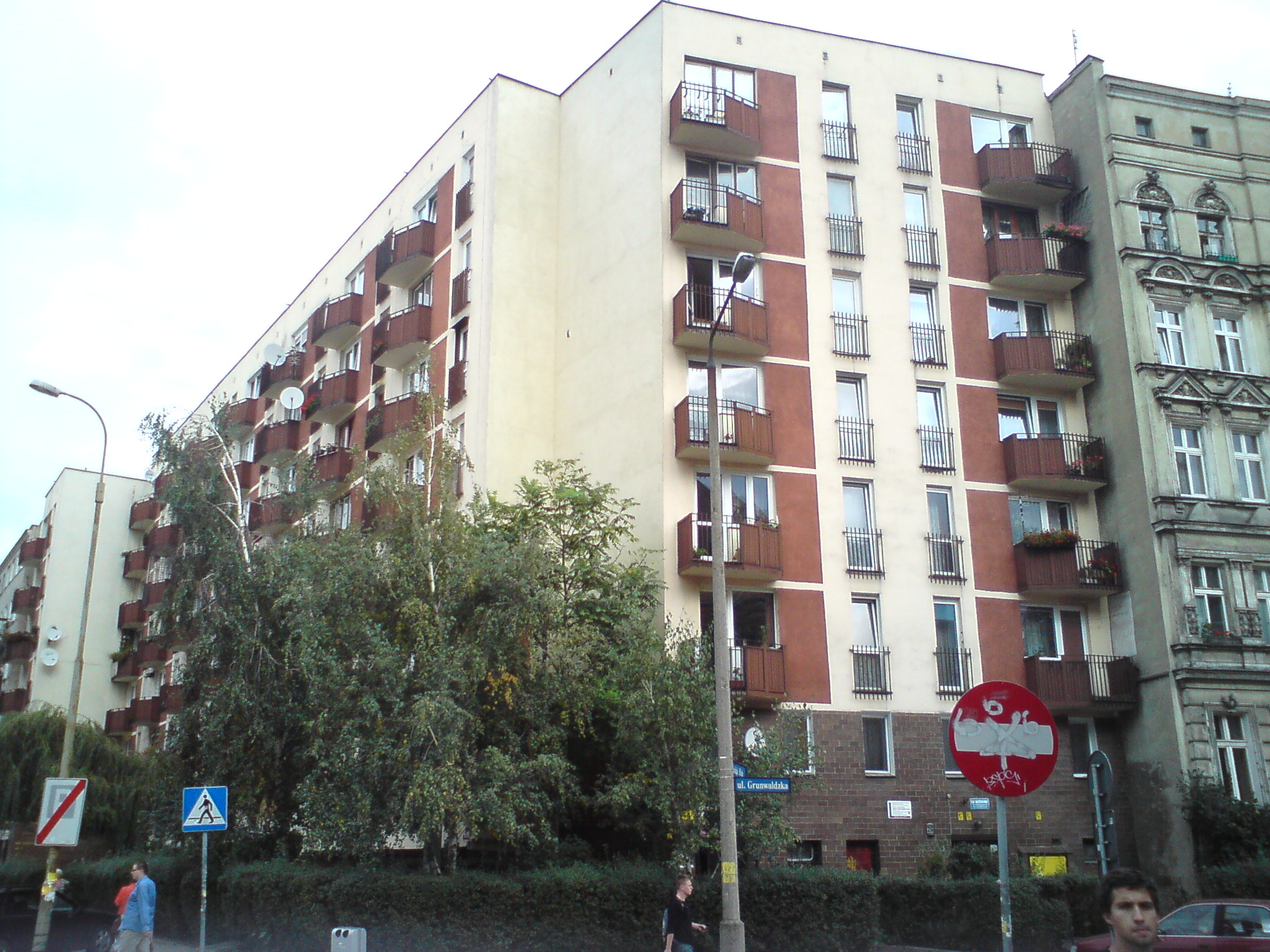
Ul. M. Reja 9

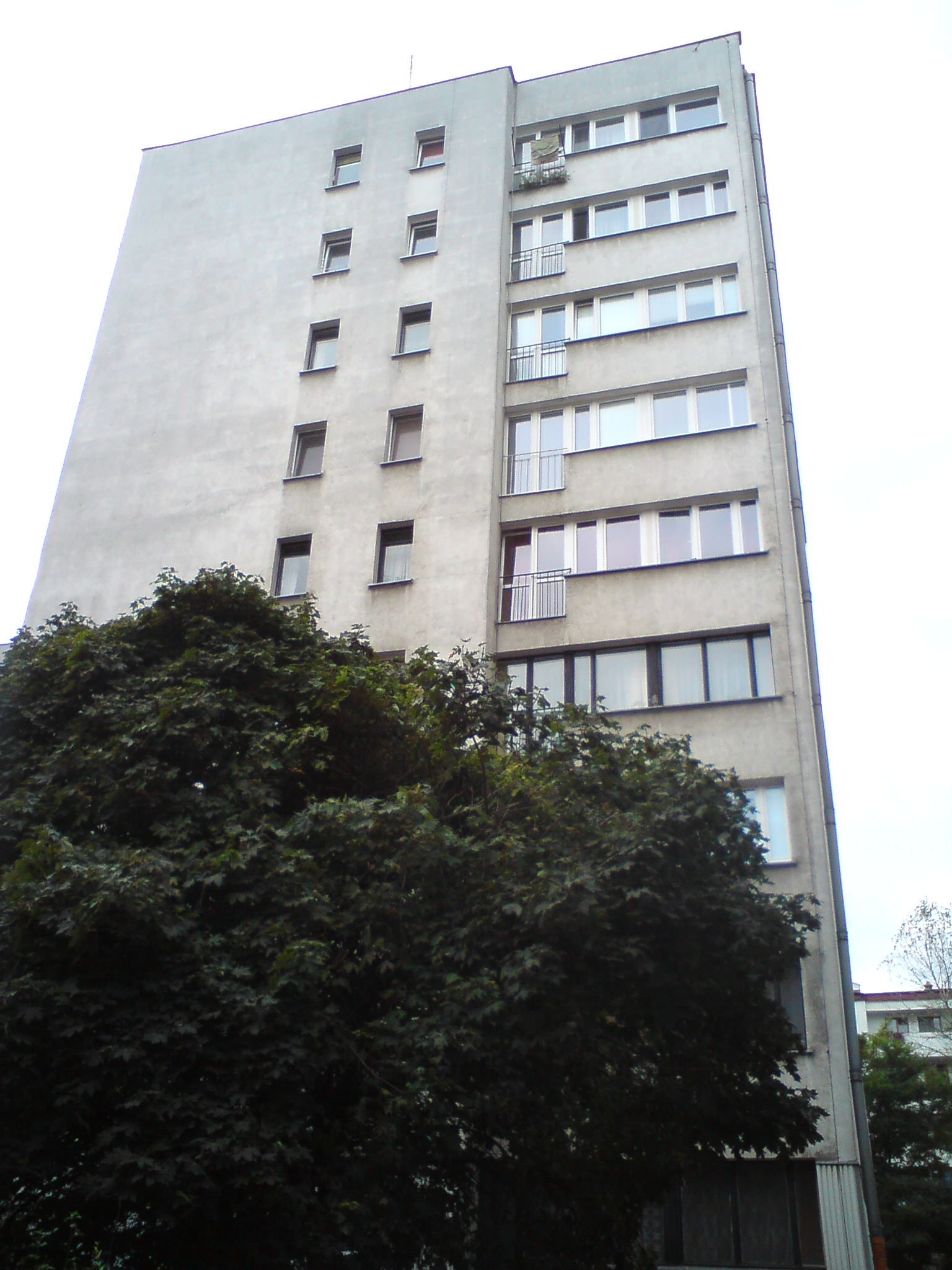
Punktowiec

Ulica Mikołaja Reja – ulica we Wrocławiu przebiegająca przez osiedla Plac Grunwaldzki oraz Ołbin. Łączy ulicę Marii Skłodowskiej-Curie z ulicą Bolesława Prusa. Do ulicy przypisana jest droga gminna o długości 1.062 m oraz działki o statusie drogi wewnętrznej i rezerwy. Ulica przebiega przez dwa obszary historycznego układu urbanistycznego podlegające ochronie w ramach gminnej ewidencji zabytków: Placu Grunwaldzkiego oraz Przedmieścia Piaskowego. Przy ulicy i w najbliższym sąsiedztwie znajdują się między innymi obiekty wpisane do gminnej ewidencji zabytków.

## Położenie
Ulica Mikołaja Reja położona we Wrocławiu przebiega przez dwa osiedla: Plac Grunwaldzki w południowym jej odcinku począwszy od ulicy Szczytnickiej i ulicy Marii Skłodowskiej-Curie do ulicy Henryka Sienkiewicza oraz Ołbin w północnym jej odcinku biegnącym od ulicy Henryka Sienkiewicza do ulicy Bolesława Prusa, w dawnej dzielnicy Śródmieście. Część miasta, przez którą przebiega ulica, zaliczana jest do obszarów zabudowy śródmiejskiej, z dużym stopniem wykorzystania terenu oraz z dużą gęstością zaludnienia. Charakterystycznymi cechami takiej zabudowy jest blok urbanistyczny w postaci kwartału zabudowy, z ciągłymi pierzejami wzdłuż ulic i placów. Występują tu także licznie ważne obiekty i obszary publiczne oraz komercyjne. Teren ten charakteryzuje się także wyjątkowo korzystnym lub bardzo dobrym dostępem do infrastruktury komunikacyjnej, a na głównych przecznicach jakimi są ulica Szczytnicka, ulica Marii Skłodowskiej-Curie, ulica Henryka Sienkiewicza oraz ulica Nowowiejska, znajdują się przystanki tramwajowe i przystanki autobusowe dla linii komunikacyjnych w ramach wrocławskiej komunikacji miejskiej.

## Historia
Ulica powstawała etapami. Najstarszy odcinek od dzisiejszej ulicy Grunwaldzkiej do ulicy Henryka Sienkiewiczawytyczono w 1893 r., a już rok później, w 1894 r., za patronkę ulicy przyjęto św. Jadwigę. Następnie ulicę przedłużano w obu kierunkach. Do 1905 r. nowy odcinek ulicy sięgnął ulicy Nowowiejskiej, a w kolejnych latach droga została przedłużona zarówno w kierunku południowym, jak i północnym, między innymi w 1908 r. zaplanowano jej przedłużenie do obecnej ulicy Gdańskiej. Przed powstaniem ulicy istniała już zbudowana w 1890 r. szkoła pod obecnym numerem 3 na rogu z ulicą Grunwaldzką. Przy ulicy powstała następnie zwarta zabudowa pierzejowa zdominowana przez kamienice czynszowe przeznaczone na budynki mieszkalne, którą w większości zakończono do około 1911 r. Obejmowała między innymi zachowany zespół kamienic zbudowany na początku XX wieku. Powstał on na podstawie projektu J. Justa, w tym dom własny nr 36 i inne jak np. nr 35, 46. Pod numerem 40 powstała kamienica J. Friesego, a pod nrem 47 H. Goedickego. Pojedyncze obiekty powstawały jeszcze w 1925 r. Po wojnie oceniano tę zabudowę jako solidną.
W wyniku działań wojennych prowadzonych podczas oblężenia Wrocławia w 1945 r. pod koniec II wojny światowej część zabudowy uległa zniszczeniu, choć zniszczenia w tej części miasta były w porównaniu choćby z dzielnicami południowymi i zachodnimi znacznie mniejsze. Także budynek szkoły był częściowo zniszczony i po pracach naprawczych szkołę podstawową nr 54 otwarto w 1952 r. Po uporządkowaniu ruin, a pozostawieniu nadającej się do użytkowania zabudowy przedwojennej powstały stosunkowo nieduże wolne tereny przeznaczone następnie do zabudowy. Przy ulicy Mikołaja Reja 48, 50, 52 zbudowano w latach 50. XX wieku budynek mieszkalny połączony z istniejącą pierzeją przedwojenną. Do takich terenów przy ulicy Mikołaja Reja należały także działki pod numerami 21 i 39-41 oraz przy dwóch narożnikach ulicy Grunwaldzkiej. Pierwsza nowa zabudowa powstała dla Wrocławskiej Spółdzielni Mieszkaniowej w ramach budowy zespołu budynków mieszkalno-usługowych przy ulicy Górnickiego. Przy ulicy Mikołaja Reja w ramach tej zabudowy powstały w 1961 r. budynki przy ulicy Henryka Sienkiewicza 74-92 oraz przy ulicy Mikołaja Reja 42-44. Później powstała także zabudowa narożników południowych ulicy Henryka Sienkiewicza. U zbiegu z ulicą Marii Curie-Skłodowskiej w 1967 r. urządzono plac targowy. W 1968 r. zbudowano zespół trzech budynków punktowych pod numerami 4, 6 i 8 projektu Marii Molnickiej. Pierwszy z nich należał ówcześnie do Dyrekcji Lasów Państwowych a dwa pozostałe do miasta. W plebiscycie Słowa Polskiego otrzymały one wówczas tytuł Mistera Wrocławia. W latach późniejszych pojawiła się także zabudowa plombowa, między innymi budynek pod numerami 2a-2f z 1992 r. projektu C. Matuszewskiego. 
Pośród współczesnych inwestycji w rejonie ulicy Mikołaja Reja można wymienić między innymi realizowaną w latach 2014–2016 w miejscu zlikwidowanego targowiska budowę budynku o funkcji biurowca nazwanego Nobilis Business House. Inne nowopowstałe budynki to przykładowo blok sportowy przy szkole, budowany w latach 2021-2023 budynek handlowo-usługowy Reja 55, czy przedsięwzięcie Ogrody Reja pod numerem 74.

## Nazwy
W swojej historii ulica nosiła następujące nazwy:
- Hedwigstrasse, od 1894 r. do 1945 r.[11][24][25]
- Kleine Fürsten Strasse[a][1][25][26], fragment w rejonie ulicy Marii Skłodowskiej-Curie[25][27], po wojnie ulica Płowiecka[28], która obecnie nie istnieje; jej zachowany fragment włączony jest do ulicy Mikołaja Reja[28][27]
- ulica św. Jadwigi, od 1945 r. do 1946 r. (prawdopodobnie nieoficjalnie)[24]
- ulica Mikołaja Reja, od 1945 r. / 1946 r.[11][3][24]

Pierwotna nazwa niemiecka – Hedwigstrasse – upamiętniała św. Jadwigę. Współczesna nazwa ulicy – ulica Mikołaja Reja – została nadana przez Zarząd Miejski i ogłoszona w okólniku z dnia 15.11.1945 r.. Upamiętnia ona Mikołaja Reja, pisarza doby renesansu. Można także wspomnieć, iż nazwy związane z luminarzami literatury polskiej doby renesansu nadano także położonym w pobliży innym ulicom jak np. ulica Łukasza Górnickiego i ulica Mikołaja Sępa-Szarzyńskiego.

## Układ drogowy
Ulica biegnie od jej skrzyżowania z ulicami: Szczytnicką, Marii Curie-Skłodowskiej oraz Władysława Nehringa, Benedykta Polaka i Ładnej do łącznika przypisanego do ulicy Bolesława Prusa. Ulica łączy się z następującymi ulicami:
| powiązanie                    | droga                                                  | nr drogi    | foto | objaśnienia          |
| ----------------------------- | ------------------------------------------------------ | ----------- | ---- | -------------------- |
| kontynuacja                   | ulica Władysława Nehringa gminna                       | 105214D     |      |                      |
| kontynuacja                   | Benedykta Polaka gminna                                | 105243D     |      |                      |
| skrzyżowanie                  | ulica Szczytnicka gminna torowisko tramwajowe          | 105340D     |      |                      |
| skrzyżowanie                  | ul. M. Skłodowskiej-Curie gminna torowisko tramwajowe  | 105264D     |      |                      |
| skrzyżowanie                  | ulica Ładna gminna                                     | 105192D     |      |                      |
| skrzyżowanie                  | ulica Grunwaldzka gminna                               | 105150D     |      | w lewo               |
| skrzyżowanie                  | ulica Henryka Sienkiewicza gminna torowisko tramwajowe | 105330D     |      | w lewo i dół zdjęcia |
| włączenie do drogi publicznej | ulica Chemiczna wewnętrzna                             | nie dotyczy |      |                      |
| skrzyżowanie                  | ulica Nowowiejska gminna torowisko tramwajowe          | 105329D     |      |                      |
| skrzyżowanie                  | ulica Walecznych gminna                                | 105297D     |      |                      |
| włączenie do drogi publicznej | sięgacz wewnętrzna                                     | nie dotyczy |      |                      |
| kontynuacja                   | ulica Bolesława Prusa – łącznik wewnętrzna             | nie dotyczy |      |                      |

## Droga
Ulica Mikołaja Reja jest drogą publiczną, której nadano kategorię drogową – droga gminna, klasy lokalnej. Droga ta ma przypisany numer 105251D (numer ewidencyjny drogi G1052510264011). Jej długość wynosi 1.062 m. Oprócz drogi gminnej do ulicy przypisane są: sięgacz o statusie drogi wewnętrznej i długości wynoszącej 32 m oraz działki stanowiące rezerwę komunikacyjną. Teren ten leży na wysokości bezwzględnej wynoszącej od około 116,0 do 117,7 m n.p.m.. Jest drogą jednojezdniową, z ruchem dwukierunkowym, z wyłączeniem pierwszego odcinka ulicy, który jest ulicą jednokierunkową, z jazdą wyznaczoną od ulicy Marii Skłodowskiej-Curie do ulicy Grunwaldzkiej. Duża jej część ma nawierzchnię z granitowej kostki brukowej, z wyłączeniem pierwszego odcinka początkowego oraz niektórych odcinków związanych z przejściami dla pieszych i skrzyżowaniami, gdzie zastosowano inny rodzaj nawierzchni – z masy bitumicznej oraz odcinka końcowego za ulicą Walecznych, gdzie bruk ułożono ze współczesnej kostki betonowej. Ulica na całej długości przebiega w strefach ograniczonej prędkości do 30 km/h, z wyłączeniem skrzyżowań: z ulicą Szczytnicką i ulicą Marii Skłodowskiej-Curie, z ulicą Henryka Sienkiewicza oraz z ulicą Nowowiejską. Na ulicy Szczytnickiej i ulicy Marii Skłodowskiej-Curie przy skrzyżowaniu z ulicą Mikołaja Reja, zlokalizowane są przystanki: tramwajowe i autobusowe. W ramach wrocławskiej komunikacji miejskiej przebiegają tędy linie komunikacyjne: dzienne linie tramwajowe i nocne linie autobusowe. Przystanki te noszą nazwę „Reja”. Natomiast w ramach samej ulicy Mikołaja Reja nie ma żadnych linii komunikacyjnych. Ulica w ramach stref ograniczonej prędkości przeznaczona jest także dla ruchu rowerowego, w szczególności w powiązaniu z pozostałymi ulicami tych stref oraz z drogami dla rowerów wytyczonymi wzdłuż ulicy Marii Skłodowskiej-Curie i Nowowiejskiej. Na odcinku od ulicy Marii Skłodowskiej-Curie do ulicy Grunwaldzkiej wyznaczono kontraruch.

## Działki
Droga położona jest na następujących działkach:

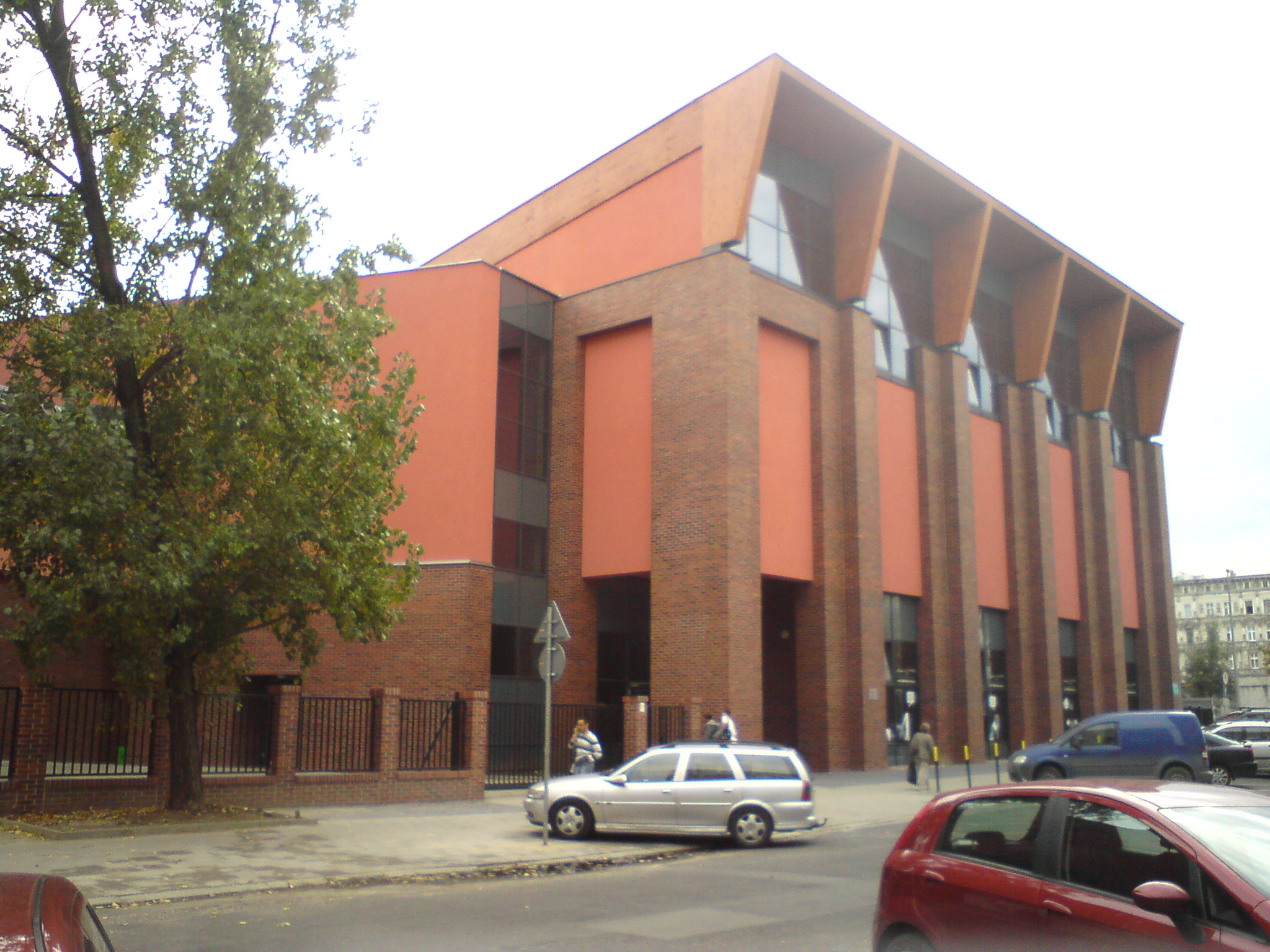
Hala sportowa

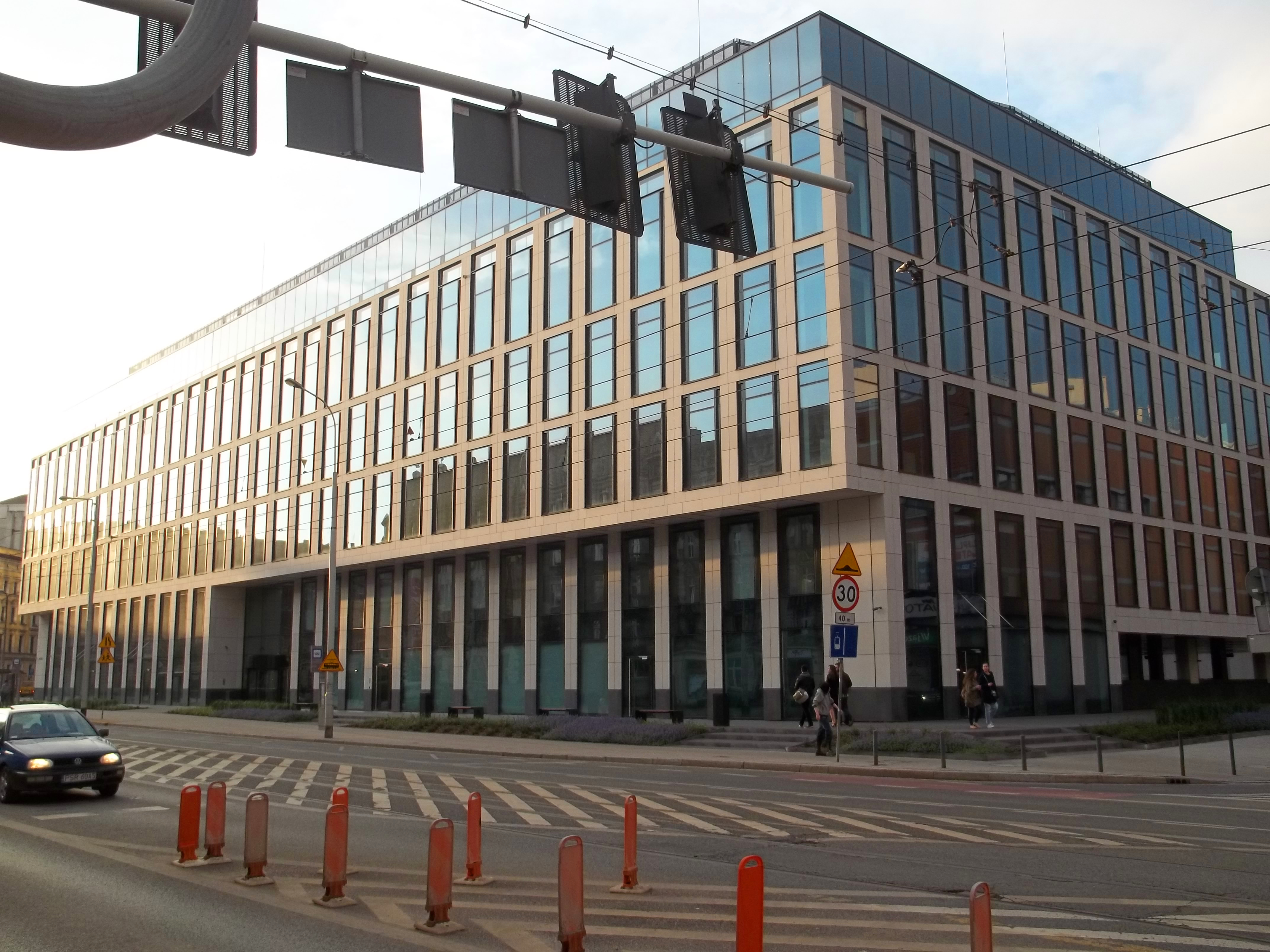
Nobilis Business House

| odcinek                                                 | oznaczenie                              | powierzchnia | suma      | kategoria lub status |
| ------------------------------------------------------- | --------------------------------------- | ------------ | --------- | -------------------- |
| od ulicy Marii Skłodowskiej-Curie do ulicy Grunwadzkiej | nr 85, AM-28, obręb Plac Grunwaldzki    | 3.897 m²     | 4.354 m²  | gminna               |
| od ulicy Marii Skłodowskiej-Curie do ulicy Grunwadzkiej | nr 145/2 AM-29, obręb Plac Grunwaldzki  | 184 m²       | 4.354 m²  | rezerwa              |
| od ulicy Marii Skłodowskiej-Curie do ulicy Grunwadzkiej | nr 144/3, AM-29, obręb Plac Grunwaldzki | 273 m²       | 4.354 m²  | rezerwa              |
| od ulicy Grunwaldzkiej do ulicy Henryka Sienkiewicza    | nr 34, AM-28, obręb Plac Grunwaldzki    | 3.370 m²     | 3.370 m²  | gminna               |
| od ulicy Henryka Sienkiewicza do ulicy Nowowiejskiej    | nr 89, AM-15, obręb Plac Grunwaldzki    | 5.648 m²     | 5.648 m²  | gminna               |
| od ulicy Nowowiejskiej do ulicy Walecznych              | nr 20, AM-15, obręb Plac Grunwaldzki    | 2.137 m²     | 2.137 m²  | gminna               |
| od ulicy Walecznych do końca                            | nr 38/2, AM-8, obręb Plac Grunwaldzki   | 2.315 m²     | 2.664 m²  | gminna               |
| od ulicy Walecznych do końca                            | nr 36/3, AM-8, obręb Plac Grunwaldzki   | 349 m²       | 2.664 m²  | gminna               |
| sięgacz (pomiędzy nr 72 a nr 74)                        | nr 39/5, AM-8, obręb Plac Grunwaldzki   | 199 m²       | 199 m²    | wewnętrzna           |
| razem                                                   | razem                                   | razem        | 17.716 m² | gminne               |
| razem                                                   | razem                                   | razem        | 457 m²    | rezerwa              |
| razem                                                   | razem                                   | razem        | 199 m²    | wewnętrzne           |
| razem                                                   | razem                                   | razem        | 18.372 m² | całość               |

## Zabudowa i zagospodarowanie

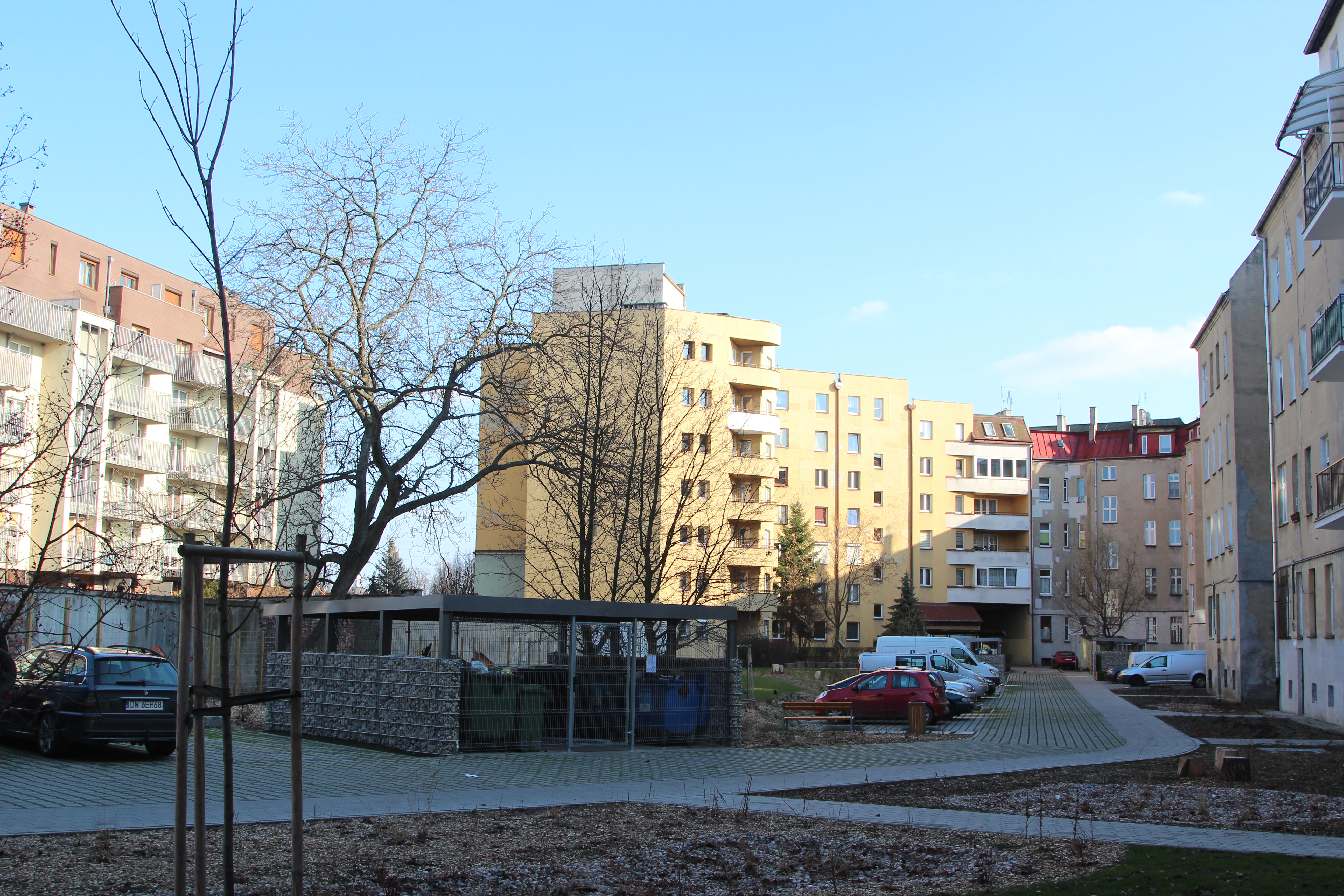
Grow Green Park

Południowy odcinek ulicy, począwszy od ulicy Marii Skłodowskiej-Curie do ulicy Walecznych, przebiega przez teren z zachowaną w dużym stopniu zabudową przedwojenną kwartałów ulicznych, z ciągłymi pierzejami wzdłuż ulicy kształtowanymi w przez zachowane kamienice, ale także z lukami w zabudowie po zniszczeniach wojennych. Natomiast północy odcinek ulicy za ulicą Walecznych przebiega przez obszary, na których powstała zabudowa współczesna. Ulica kończy się w obszarze, na którym urządzono rodzinne ogrody działkowe. Jak wyżej wspominano część zabudowy ulicy w przedwojennych kwartałach uległa jednakże zniszczeniu. Na wolnych terenach powstała nowa zabudowa współczesna. I tak w szczególności przy odcinku początkowym ulicy pomiędzy ulicą Marii Skłodowskiej-Curie a ulicą Grunwaldzką można wymienić po stronie zachodniej zespół trzech punktowców, a po stronie wschodniej współczesny budynek biurowy Nobilis Business House, stanowiący dominantę architektoniczną oraz nowy blok sportowy przy szkole. Za tymi obiektami leży Pasaż Grunwaldzki. W dalszej części ulicy pośród zabytkowej zabudowy kamienicowej powstały budynki mieszkalne lub mieszkalno-usługowe, w tym w zabudowie plombowej. Na uwagę zasługuje także położony po stronie zachodniej odcinka ulicy począwszy od ulicy Henryka Sienkiewicza do ulicy Chemicznej, zespół zabudowy mieszkalno-usługowej (Osiedle WSM), zbudowany już z uwzględnieniem postulatów i zasad wynikających z Karty Ateńskiej oraz z charakterystycznym dla modernizmu rozluźnionym układem zabudowy i dużą ilością zieleni międzyblokowej, przy czym przy ulicy Mikołaja Reja położony jest jedne budynek pod numerami 42 i 44.

## Zieleń i rekreacja
Przy ulicy nie ma dużych form zieleni miejskiej. Przy ulicy położone są mniejsze formy zieleni, a także obiekty sportu i rekreacji. Zasoby zieleni znajdują się przede wszystkim we wnętrzach międzyblokowych, między innymi Ładna-Grunwaldzka-Reja, Sienkiewicza 77-81 i Reja 17-21, Prusa-Reja-Walecznych czy parki kieszonkowe z programu Grow Green w rejonie Reja-Walecznych-Prusa. Po stronie zachodniej, na północ od ulicy Henryka Sienkiewicza, znajduje się teren zespołu budynków mieszkalno-usługowych, zbudowanego zgodnie z zasadami Karty Ateńskiej i modernizmu, co skutkuje rozluźnionym układem zabudowy i wykreowaniem przestrzeni między blokowych z bogatą zielenią, jak i przestronny zieleniec wewnątrz całego kwartału zabudowy. W jego obrębie znajduje się między innymi górka saneczkowa, niecka dawnego lodowiska, trawniki, ścieżki komunikacyjne i spacerowe oraz zróżnicowane pod względem gatunkowym nasadzenia drzew i krzewów. Przy końcu ulicy znajduje się Zieleniec przy ul. Reja oraz rodzinne ogrody działkowe. Oprócz wymienionych form zieleni wskazany odcinek pomiędzy ulicą Henryka Sienkiewicza a ulicą Nowowiejską charakteryzuje się także formami liniowymi zieleni przyulicznej rozmieszczonymi wzdłuż ulicy w postaci szpalerów formującymi układ śródmiejskiej alei. Natomiast wśród obiektów sportu i rekreacji można wymienić boisko przy szkole (ulica Mikołaja Reja 3), place zabaw: w obrębie ulic Reja, Grunwaldzkiej, Ładnej, przy ulicy Reja 53-55, przy ulicy Nowowiejskiej 92b i inne.

## Demografia
Ulica przebiega przez cztery rejony statystyczne o umiarkowanym lub dużym stopniu zaludnienia, przy czym dane pochodzą z 31.12.2022 r.
| Rejon statystyczny nr | Ilość osób zameldowanych | Gęstość zaludnienia [lud./km²] | położenie                                                              |
| --------------------- | ------------------------ | ------------------------------ | ---------------------------------------------------------------------- |
| 934260                | 942                      | 11.210                         | od ulicy Marii Skłodowskiej-Curie do ulicy Grunwadzkiej, obie strony   |
| 934210                | 1.153                    | 27.275                         | od ulicy Grunwaldzkiej do ulicy Henryka Sienkiewicza, strona wschodnia |
| 934200                | 808                      | 24.839                         | od ulicy Grunwaldzkiej do ulicy Henryka Sienkiewicza, strona zachodnia |
| 934140                | 1.049                    | 21.474                         | od ulicy Henryka Sienkiewicza do ulicy Nowowiejskiej, strona wschodnia |
| 934130                | 770                      | 13.653                         | od ulicy Henryka Sienkiewicza do ulicy Nowowiejskiej, strona zachodnia |
| 934090                | 496                      | 16.300                         | od ulicy Nowowiejskiej do ulicy Walecznych, obie strony                |
| 934082                | 779                      | 35.416                         | od ulicy Walecznych, strona zachodnia (tylko nr 70)                    |
| 934081                | 584                      | 951                            | od numeru 72, strona zachodnia, od ulicy Walecznych, strona wschodnia  |

## Ochrona i zabytki

### Układ urbanistyczny
Ulica przebiega przez dwa obszary, których historyczny układu urbanistyczny podlega ochronie. Pierwszym z nich jest obszar obejmujący początkowy, południowy odcinek ulicy począwszy od ulicy Szczytnickiej i ulicy Marii Skłodowskiej-Curie, do ulicy Henryka Sienkiewicza. Jest to osiedle Plac Grunwaldzki, które stanowi część śródmieścia we Wrocławiu. Chroniony jest historyczny układ urbanistyczny tego osiedla jako założenia przestrzennego kształtowanego sukcesywnie od początku XIX wieku do lat 70. XX wieku. Jest on ograniczony ulicami Stefana Wyszyńskiego, Henryka Sienkiewicza oraz korytami rzecznymi Starej Odry i rzeki Odry (Odry Głównej). Rodzaj ochrony określono jako inny. Założenie to widnieje pod identyfikatorem INSPIRE_ID: PL.1.9.ZIPOZ.NID_E_02_UU.4435. Stan zachowania chronionego układu urbanistycznego określa się jako 4 – dobry / 5 – bardzo dobry. Drugi z nich, obejmujący północny odcinek ulicy począwszy od ulicy Henryka Sienkiewicza do ulicy Walecznych, także chroniony jest wpisem do gminnej ewidencji zabytków, jako historyczny układ urbanistyczny Przedmieścia Piaskowego, stanowiący część Śródmieścia we Wrocławiu. W tym przypadku ochronie podlega założenie przestrzenne kształtowane począwszy od XVIII wieku do 1945 r.. Rodzaj ochrony określono jako inny. Założenie to widnieje pod identyfikatorem INSPIRE_ID: PL.1.9.ZIPOZ.NID_E_02_UU.4375. Stan zachowania określa się jako 4 – dobry / 5 – bardzo dobry.

### Zabytki

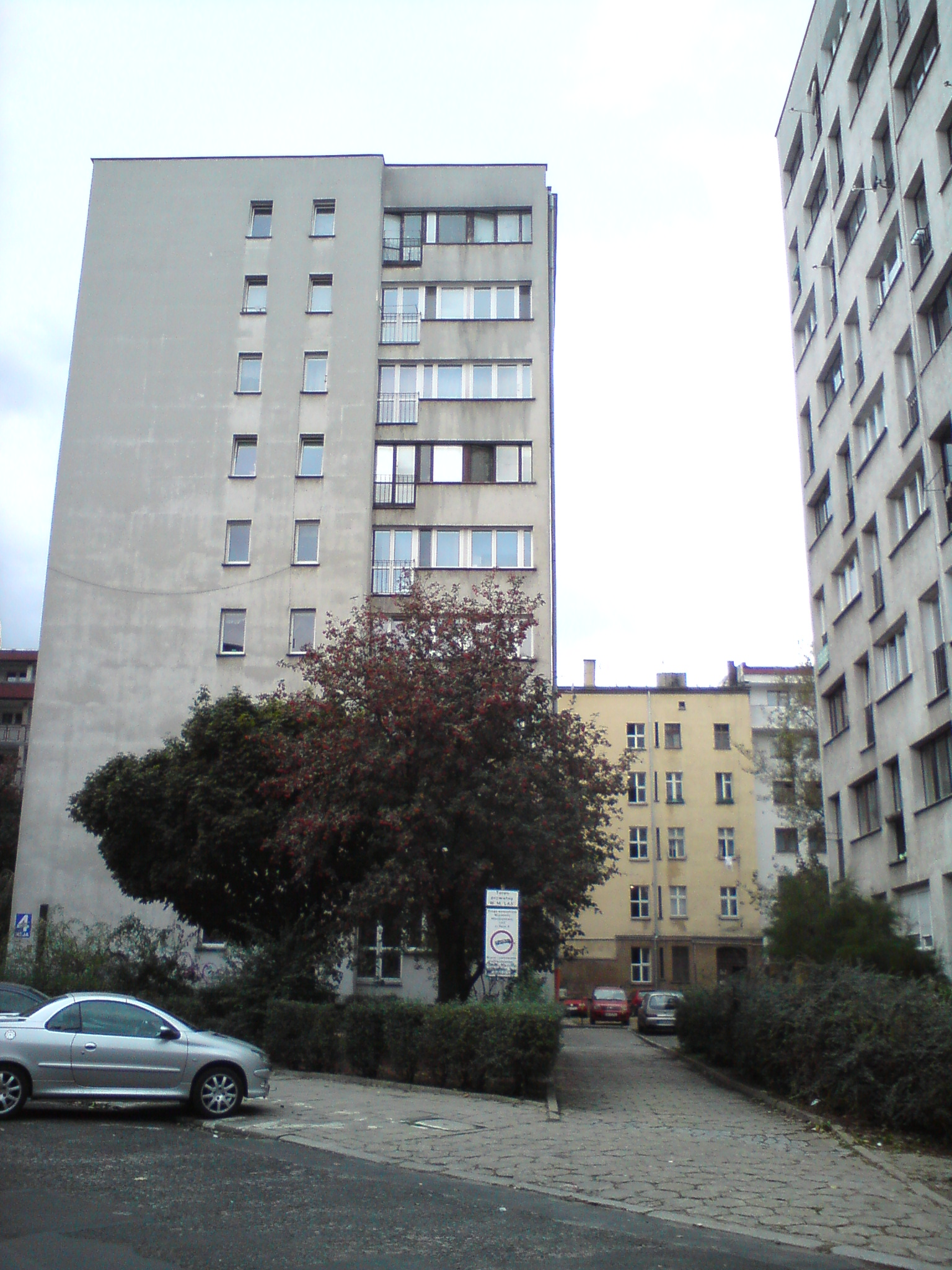
Punktowce

Przy ulicy oraz w bezpośrednim sąsiedztwie znajdują się następujące zabytki:
| strona                                                                                 | obiekt, adres | powstanie, rodzaj ochrony, nr rej., INSPIRE_ID                                                                                           | fotografia                                                                             |
| odcinek od ulicy Szczytnickiej i ulicy Marii Skłodowskiej-Curie do ulicy Grunwaldzkiej | odcinek od ulicy Szczytnickiej i ulicy Marii Skłodowskiej-Curie do ulicy Grunwaldzkiej                                                                       | odcinek od ulicy Szczytnickiej i ulicy Marii Skłodowskiej-Curie do ulicy Grunwaldzkiej                                                   | odcinek od ulicy Szczytnickiej i ulicy Marii Skłodowskiej-Curie do ulicy Grunwaldzkiej |
| -------------------------------------------------------------------------------------- | --- | --- | -------------------------------------------------------------------------------------- |
| wschodnia                                                                              | Szkoła elementarna, obecnie Gimnazjum nr 13 imienia Unii Europejskiej ulica Mikołaja Reja 3                                                                  | 1885 r. (projekt Richard Plüddemann), lata 1890-1892 (realizacja) rodzaj ochrony: gez mpzp (INSPIRE_ID: PL.1.9.ZIPOZ.NID_E_02_BK.169130) |                                                                                        |
| wschodnia                                                                              | Ogrodzenie terenu szkoły elementarnej, obecnie Gimnazjum nr 13 imienia Unii Europejskiej ulica Mikołaja Reja 3                                               | lata 1890-1892 rodzaj ochrony: gez mpzp (INSPIRE_ID: PL.1.9.ZIPOZ.NID_E_02_BK.169130)                                                    |                                                                                        |
| zachodnia                                                                              | Oficyna mieszkalna, obecnie budynek mieszkalny ulica Mikołaja Reja 6-8                                                                                       | około 1920 r. rodzaj ochrony: gez inny                                                                                                   |                                                                                        |
| zachodnia                                                                              | Kamienica ulica Grunwaldzka 21 (ulica Mikołaja Reja 10) | około 1880 r. rodzaj ochrony: gez inny                                                                                                   |                                                                                        |
| odcinek od ulicy Grunwaldzkiej do ulicy Henryka Sienkiewicza                           | | |                                                                                        |
| wschodnia                                                                              | Kamienica ulica Mikołaja Reja 13 | około 1900 r. rodzaj ochrony: gez inny                                                                                                   |                                                                                        |
| wschodnia                                                                              | Kamienica ulica Mikołaja Reja 15 | około 1890 r. rodzaj ochrony: gez inny                                                                                                   |                                                                                        |
| zachodnia                                                                              | Kamienica ulica Mikołaja Reja 16 | około 1890 r. rodzaj ochrony: gez inny                                                                                                   |                                                                                        |
| wschodnia                                                                              | Kamienica ulica Mikołaja Reja 17 | 1891 r. rodzaj ochrony: gez inny |                                                                                        |
| zachodnia                                                                              | Kamienica ulica Mikołaja Reja 18 | około 1890 r. rodzaj ochrony: gez inny                                                                                                   |                                                                                        |
| wschodnia                                                                              | Kamienica ulica Mikołaja Reja 19 | 1896 r. rodzaj ochrony: gez inny |                                                                                        |
| zachodnia                                                                              | Kamienica ulica Mikołaja Reja 20 | około 1895 r. rodzaj ochrony: gez inny                                                                                                   |                                                                                        |
| zachodnia                                                                              | Kamienica ulica Mikołaja Reja 22 | około 1905 r. rodzaj ochrony: gez inny                                                                                                   |                                                                                        |
| zachodnia                                                                              | Kamienica ulica Mikołaja Reja 24 | 1901 r. rodzaj ochrony: gez inny |                                                                                        |
| odcinek od ulicy Henryka Sienkiewicza do ulicy Nowowiejskiej                           | | |                                                                                        |
| wschodnia                                                                              | Kamienica, obecnie budynek mieszkalny z usługowym parterem ulica Mikołaja Reja 23 (ulica Henryka Sienkiewicza 94)                                            | około 1900 r., po 1945 r. rodzaj ochrony: gez inny                                                                                       |                                                                                        |
| wschodnia                                                                              | Kamienica ulica Mikołaja Reja 25 | około 1905 r. rodzaj ochrony: gez inny                                                                                                   |                                                                                        |
| wschodnia                                                                              | Kamienica ulica Mikołaja Reja 27 | około 1905 r. rodzaj ochrony: gez inny                                                                                                   |                                                                                        |
| wschodnia                                                                              | Kamienica ulica Mikołaja Reja 29 | 1903 r. rodzaj ochrony: gez inny |                                                                                        |
| wschodnia                                                                              | Kamienica ulica Mikołaja Reja 31 | 1904 r. (projekt z 1903 r. niezrealizowano) rodzaj ochrony: gez inny                                                                     |                                                                                        |
| wschodnia                                                                              | Kamienica ulica Mikołaja Reja 33 | około 1905 r. rodzaj ochrony: gez inny                                                                                                   |                                                                                        |
| wschodnia                                                                              | Kamienica ulica Mikołaja Reja 35 | 1903 r. rodzaj ochrony: gez inny |                                                                                        |
| zachodnia                                                                              | Kamienica ulica Mikołaja Reja 36 | około 1910 r. (1902 r.) rodzaj ochrony: gez inny (INSPIRE_ID: PL.1.9.ZIPOZ.NID_E_02_BK.169146)                                           |                                                                                        |
| wschodnia                                                                              | Kamienica ulica Mikołaja Reja 37 | około 1910 r., około 1975 r. rodzaj ochrony: gez inny                                                                                    |                                                                                        |
| zachodnia                                                                              | Kamienica ulica Mikołaja Reja 40 | 1906 r. rodzaj ochrony: gez inny |                                                                                        |
| zachodnia                                                                              | Oficyna mieszkalna, obecnie budynek mieszkalny ulica Mikołaja Reja 40a                                                                                       | około 1910 r. rodzaj ochrony: gez inny                                                                                                   |                                                                                        |
| zachodnia                                                                              | Zespół budynków mieszkalno-usługowych (założenie przestrzenne) ulica Łukasza Górnickiego 11-37 ulica Henryka Sienkiewicza 76-92 ulica Mikołaja Reja nr 42-44 | lata 50. XX wieku rodzaj ochrony: gez inny                                                                                               |                                                                                        |
| wschodnia                                                                              | Kamienica ulica Mikołaja Reja 43 | 1904 r. rodzaj ochrony: gez inny |                                                                                        |
| wschodnia                                                                              | Kamienica ulica Mikołaja Reja 45 | około 1910 r. rodzaj ochrony: gez inny                                                                                                   |                                                                                        |
| wschodnia                                                                              | Kamienica ulica Mikołaja Reja 47 | około 1910 r. rodzaj ochrony: gez inny                                                                                                   |                                                                                        |
| zachodnia                                                                              | Kamienica ulica Mikołaja Reja 48, 50, 52 | lata 50. XX wieku rodzaj ochrony: gez inny                                                                                               |                                                                                        |
| zachodnia                                                                              | Kamienica, obecnie akademik ulica Mikołaja Reja 54 | około 1910 r. rodzaj ochrony: gez inny                                                                                                   |                                                                                        |
| zachodnia                                                                              | Kamienica, obecnie akademik ulica Mikołaja Reja 56 | 1906 r. rodzaj ochrony: gez inny |                                                                                        |
| zachodnia                                                                              | Kamienica, obecnie budynek mieszkalny z usługowym parterem ulica Nowowiejska 71 (ulica Mikołaja Reja 60)                                                     | 1915 r. rodzaj ochrony: gez inny |                                                                                        |
| odcinek od ulicy Nowowiejskiej do końca                                                | | |                                                                                        |
| wschodnia                                                                              | Kamienica ulica Mikołaja Reja 49 | około 1920 r. rodzaj ochrony: gez inny                                                                                                   |                                                                                        |
| wschodnia                                                                              | Kamienica ulica Mikołaja Reja 51 | około 1915 r. rodzaj ochrony: gez inny                                                                                                   |                                                                                        |
| wschodnia                                                                              | Kamienica ulica Walecznych 15 | 1910 r. rodzaj ochrony: gez inny |                                                                                        |
| zachodnia                                                                              | Kamienica, obecnie budynek mieszkalny z usługowym parterem ulica Nowowiejska 96                                                                              | około 1910 r. rodzaj ochrony: gez inny                                                                                                   |                                                                                        |
| zachodnia                                                                              | Kamienica ulica Mikołaja Reja 62 | około 1915 r. rodzaj ochrony: gez inny                                                                                                   |                                                                                        |
| zachodnia                                                                              | Kamienica ulica Mikołaja Reja 64 | około 1915 r. rodzaj ochrony: gez inny                                                                                                   |                                                                                        |
| zachodnia                                                                              | Kamienica ulica Mikołaja Reja 66 | około 1915 r. rodzaj ochrony: gez inny                                                                                                   |                                                                                        |
| zachodnia                                                                              | Kamienica ulica Walecznych 13 | 1911 r. rodzaj ochrony: gez inny |                                                                                        |
| zachodnia                                                                              | Kamienica ulica Walecznych 16 | około 1910-1915 r. rodzaj ochrony: gez inny                                                                                              |                                                                                        |
| zachodnia                                                                              | Kamienica ulica Mikołaja Reja 70 | około 1910 r. rodzaj ochrony: gez inny                                                                                                   |                                                                                        |

## Baza TERYT, EMUiA
Dane Głównego Urzędu Statystycznego z bazy TERYT, spis ulic (ULIC):
- województwo: DOLNOŚLĄSKIE (02)
- powiat: Wrocław (0264)
- gmina/dzielnica/delegatura: Wrocław (0264011) gmina miejska; Wrocław-Śródmieście (0264069) delegatura
- Miejscowość podstawowa: Wrocław (0986283) miasto; Wrocław-Śródmieście (0986952)[204]
- kategoria/rodzaj: ulica
- Nazwa ulicy: ul. Mikołaja Reja (18565)[29][204].